# Mliječni put
Mliječni put (Mliječna staza, Kumova slama, Slamotres, Rimska cesta, Galaktika, Marijina kruna) je galaktika kojoj pripada naš Sunčev sustav, u kojem je Zemlja jedan od planeta. Noću je na nebu vidimo kao svijetli trag. Galileo Galilei je godine 1609. teleskopom ustanovio da je taj trag sastavljen od velikog broja zvijezda.

## Fizička svojstva
Sastoji se od tijela oblika diska sa središnjim ispupčenjem, haloa i korone
Mliječna staza je prečkasta spiralna galaktika čija je ukupna masa oko bilijun puta veća od mase Sunca. U Mliječnoj stazi nalazi se između 200 i 400 milijardi zvijezda i velika količina međuzvjezdane materije − svijetle i tamne. Mliječna staza je tvorevina u obliku diska ili leće promjera oko 100 000 svjetlosnih godina, a u poprečnom smjeru mnogo manje. U središtu se nalazi zadebljanje promjera oko 30 000 svjetlosnih godina. Analiza dinamike zvijezda i međuzvjezdane materije sugerira da svijetla tvar (ona koja emitira elektromagnetsko zračenje) čini samo 10% ukupne mase galaksije. Ostatak čini tzv. tamna tvar.
Tvar nije ravnomjerno raspoređena između središta i ruba − većina tvari se nalazi u spiralnim krakovima (četiri velika i dva manja − iako najnovije slike NASA-ina teleskopa Spitzer pokazuju da je Mliječni put prečkasta galaktika s dva, a ne četiri kraka). Spiralni krakovi su nakupine zvijezda i međuzvjezdane tvari koje izgledaju kao da se "odmotavaju" od središta galaktike. Područja stvaranja zvijezda i područja ioniziranog vodika nalaze se upravo u kracima. U područjima između krakova gustoća tvari je 2 do 3 puta manja nego u krakovima. Sunce je od središta udaljeno oko 26 000 svjetlosnih godina, unutar diska, na unutarnjem rubu kraka koji nazivamo Orionov krak. Cijela galaktika je u stanju gibanja, ali ne kao čvrsto tijelo, pa stalno mijenja svoj oblik (iako vrlo sporo za naše poimanje). Kao i ostale zvijezde, Sunce kruži oko centra galaktike. Za jedan puni krug mu treba oko 220 milijuna godina i taj period se naziva kozmička godina.
Iznad i ispod diska se nalazi područje galaktičkog haloa. Halo sadrži oko 150 kuglastih skupova zvijezda. Kuglasti skupovi su nakupine (aglomeracije) starih zvijezda, najstarijih u galaktici. Vrlo je malo svijetle tvari u halou u usporedbi s diskom galaktike, međutim, gravitacijske studije pokazuju da se upravo u halou nalazi većina "tamne tvari" u galaktici. Tamna tvar se proteže do udaljenosti od čak 300 000 svjetlosnih godina od središta i tvori galaktičku koronu.
Samo središte naše galaktike, koje se nalazi u smjeru zviježđa Strijelac, je zaklonjeno od pogleda gustim neprozirnim oblacima prašine. Na sreću, prašina ne zaustavlja elektromagnetsko zračenje u infracrvenom, radio, gamma i rendgenskom dijelu elektromagnetskog spektra, pa se ta područja spektra koriste za istraživanje galaktičkog središta. Složeni radio izvor u blizini galaktičkog centra nazvan je Sagittarius A. Smatra se da se u središtu nalazi velika crna rupa čija masa još nije precizno utvrđena - procjene se kreću od 100 do 3 milijuna masa Sunca.
Količina mase unutar Sunčeve orbite oko galaktičkog centra je približno 9,0 × 1010 puta veća od Sunčeve mase.

## Etimologija
Mliječna staza prijevod je latinskog imena Via Lactea, dok je korijen riječi galaktika izveden iz grčke riječi galaxia - (gala, galactos znači mlijeko i prema grčkoj mitologiji Mliječna staza nastala je kada se po nebu izlilo mlijeko iz prsiju božice Here, dok je dojila Herakla).
Mliječna staza u hrvatskom narodu nosi i nazive Kumova slama i Rimska cesta.
U Hrvata se upotrebljava i naziv Marijina kruna - u Zagorju Marijina Korûna, na Kvarneru Štomorÿna Kruna, u Dalmaciji Gôspina Kruna.